# Videografia

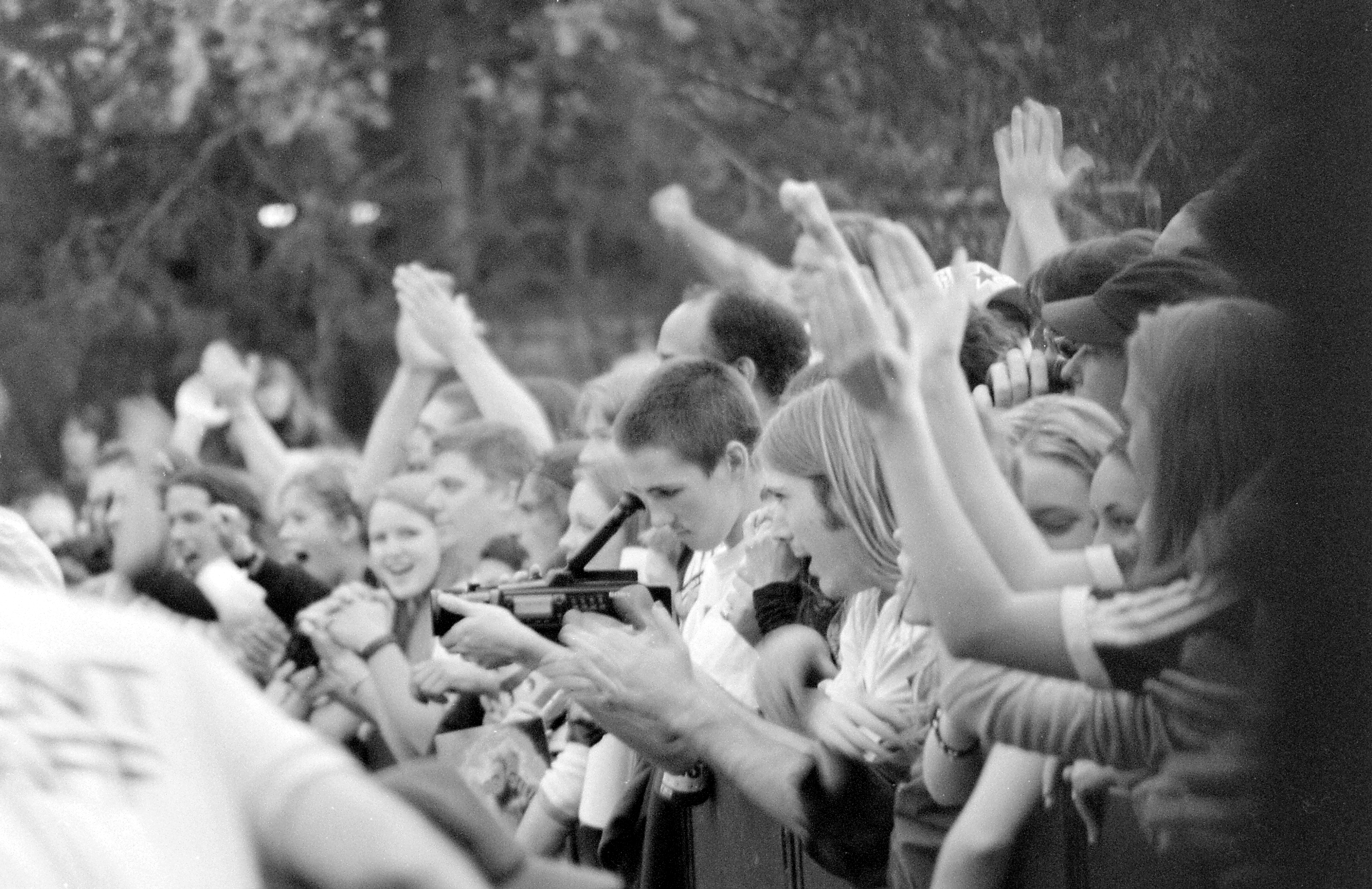
Gravação de show de rock

Videografia é o processo de criação de vídeos, que são a gravação de imagens em movimento em mídias físicas ou eletrônicas.
O termo também é usado para designar uma coleção de vídeos por um artista, similar à discografia ou filmografia.